# De Cock en het lijk in de kerstnacht
De Cock en het lijk in de kerstnacht is het tweede verhaal waarin rechercheur De Cock belast is met de leiding van het onderzoek. Het is het derde boek uit de De Cock-serie.

## Verhaal
In de kerstnacht vindt een dienstdoend agent het lijk van een jonge vrouw in de  Herengracht. Ze blijkt gewurgd. Dienstdoend rechercheur Vledder is er niet blij mee en besluit meteen collega De Cock de leiding van het onderzoek toe te vertrouwen. Het onderzoek komt onmiddellijk in een stroomversnelling als er een dameshandtasje wordt bezorgd bij het politiebureau. De eigenaresse Helena Maria de Vries, roepnaam Ellen, komt volgens de foto op het legitimatiebewijs overeen met het gevonden lijk. Verder is er een gouden ring met inscriptie en een portefeuille van ene Joost Hofman uit Alkmaar. Bij de sectie door dokter Rusteloos blijkt het slachtoffer drie maanden zwanger. De Cock pakt snel door en onderzoekt de zolderkamer van het slachtoffer, waar hij in contact komt met een collega van Ellen, Femmy van Wijngaarden.
De ex verloofde van Ellen, dienstplichtig soldaat Tom van Wijk, wordt door de marechaussee op het bureau Warmoesstraat afgeleverd. Hij wordt onder grote druk gezet door Vledder, die hem aanvliegt, maar die wordt door De Cock van het verhoor gehaald. Tom bekent wel op Kerstavond contact met Ellen te hebben gehad, maar heeft haar niet zwanger kunnen maken omdat hij in de maand oktober in La Courtine was gelegerd. De Cock zet op zijn beurt Joost Hofman onder zware druk en besluit hem na een ontlastend verhoor mee te nemen als zijn hulpje. Ze gaan op zoek naar zijn zakkenroller, die De Cock goed kent als ‘Handige Henkie’. Via Smalle Lowietje komen ze aan het adres van Handige Henkie, die door De Cock eveneens in zijn rechercheteam wordt opgenomen. Maar eerst wordt de kip verorberd, die Henkie had aangeschaft van zijn zoektocht naar geld op kerstavond. Henkie had er net een jaar gevangenisstraf opzitten maar wordt tot zijn ontzetting door De Cock gedwongen een perfecte inbraak te plegen in een kantoorpand aan de Keizersgracht. Hij had zelf het pand aangedragen, door te vertellen waar precies hij de handtas uit een auto had gestolen. De Cock vindt binnen genoeg bewijs in een natte dweil om na een verhoor de verdachte bevruchter van Ellen, Dolmen, als moordenaar schaakmat te zetten. Hij wordt betrapt in zijn eigen kantoorpand op zoek naar een natte dweil. Binnen 24 uur is deze zaak opgelost, zonder dat de commissaris lastig kan worden. En voor het eerst wordt Vledder thuis bij De Cock met cognac bijgepraat over het onderzoek. Deze keer rijdt De Cock nog meestentijds in de rechercheauto.